# Bernard Py
Bernard Py  (* 1939 in La Chaux-de-Fonds; † 1. Oktober 2012) war ein Schweizer Romanist, Hispanist, Soziolinguist und Fremdsprachendidaktiker.

## Leben und Werk
Py promovierte mit der Arbeit La interrogación en el español hablado de Madrid (Brüssel 1971), war Spanischlehrer am Gymnasium und wurde Professor für Angewandte Sprachwissenschaft, sowie Leiter des Centre de linguistique appliquée,  an der Universität  Neuenburg (emeritiert 2002).
Py war vor allem bekannt für seine Zweisprachigkeitsforschung.

## Weitere Werke
- (mit Georges Lüdi) Zweisprachig durch Migration. Einführung in die Erforschung der Mehrsprachigkeit am Beispiel zweier Zuwanderergruppen in Neuenburg (Schweiz), Tübingen 1984
- (Hrsg.) Acquisition d'une langue étrangère III. Actes du colloque organisé les 16-18 septembre 1982 à l'Université de Neuchâtel, Neuchâtel 1984
- (mit Georges Lüdi) Etre bilingue, Bern/New York 1986, 2002, 2003, 2013
- (mit Anne-Claude Berthoud) Des linguistes et des enseignants. Maîtrise et acquisition des langues secondes, Bern u. a. 1993
- (mit Georges Lüdi) Fremdsprachig im eigenen Land. Wenn Binnenwanderer in der Schweiz das Sprachgebiet wechseln und wie sie darüber reden, Basel/Frankfurt 1994
- (Hrsg. mit  Michèle Grossen) Pratiques sociales et médiations symboliques, Bern u. a. 1997
- (Hrsg.) Analyse conversationnelle et représentations sociales. Unité et diversité de l'image du bilinguisme, Neuchâtel 2000
- (Hrsg. mit Véronique Castellotti) La notion de compétence en langue, Lyon 2002
- (Hrsg. mit Rémy Porquier) Apprentissage d'une langue étrangère. Contextes et discours, Paris 2004